# Ernst Wilster
Ernst Henrik Claude Wilster, född den 21 augusti 1808, död den 27 december 1881, var en dansk militär.
Wilster blev löjtnant 1825 och kapten 1841. Under Slesvig-holsteinska kriget förde han 1848 med utmärkelse ett kompani jägare i striderna vid Slesvig och Dybböl. Befordrad till major och chef för jägarkåren 1849, utmärkte han sig både under slaget vid Kolding samt under Olaf Ryes reträtt i Jylland och i striderna 24 och 25 juli 1850. Han blev överste 1858, var kommendant i Slesvig 1860-63 och förde under Dansk-tyska kriget 1864 som generalmajor först en brigad, sedan en division, men blev redan 8 mars sårad och urstånd att vidare deltaga i kriget. 1874-77 var Wilster överbefälhavare i Jylland.